# Leandro de Itaquera
Grêmio Recreativo Cultural Escola de Samba Leandro de Itaquera é uma escola de samba localizada no bairro de Itaquera, Zona Leste da cidade de São Paulo. Foi fundada em 3 de março de 1982. O símbolo da escola é o Leão, representando força e liderança e as cores oficiais são o vermelho (garra) e o branco (paz).

## História
A Leandro de Itaquera surgiu em 1982 graças a  sua filha Karen que, durante sua festa de aniversário, pediu a seu pai, Leandro Alves Martins, fundador e atual presidente, uma escola de samba de presente. Uma reunião com alguns amigos sambistas foi suficiente para estimular a fundação da Escola de Samba Leandro de Itaquera; o nome da escola é uma homenagem a Seu Leandro.

### Década de 1980
Em 1988, seis anos após sua fundação, a Leandro de Itaquera já vencia o Grupo 1, classificando-se para a primeira divisão do samba em 1989. Pela primeira vez no Especial, a escola conseguiu o sétimo lugar, com o enredo "Babalotim", interpretado por Eliana de Lima e a bateria comandada por Mestre Lagrila,  um dos grandes nomes entre os ritmistas da cidade.

### Década de 1990
Em 1990, homenageou seu bairro, Itaquera, e após desfilar sob forte chuva, classificou-se em quinto lugar entre dez escolas, ficando atrás de Camisa, Rosas, Peruche e Vai-Vai.
No ano de 1991, obteve sua melhor classificação, ficando em quarto lugar, com o enredo "Querem Acabar Comigo", que criticava a exploração das riquezas naturais brasileiras.
Em 1994, conquistou o um quinto lugar com o enredo, "Tietê - Um Rio de Verdade", colocação que se repetiu em 1999. No ano seguinte, entre 10 escolas, A Leandro de Itaquera ficou em 9ºlugar, sendo rebaixado para o Grupo de acesso. Vence o Grupo de Acesso do ano seguinte e em 1997 estava de volta ao Grupo Especial para competir com as escolas mais tradicionais.

### Década de 2000

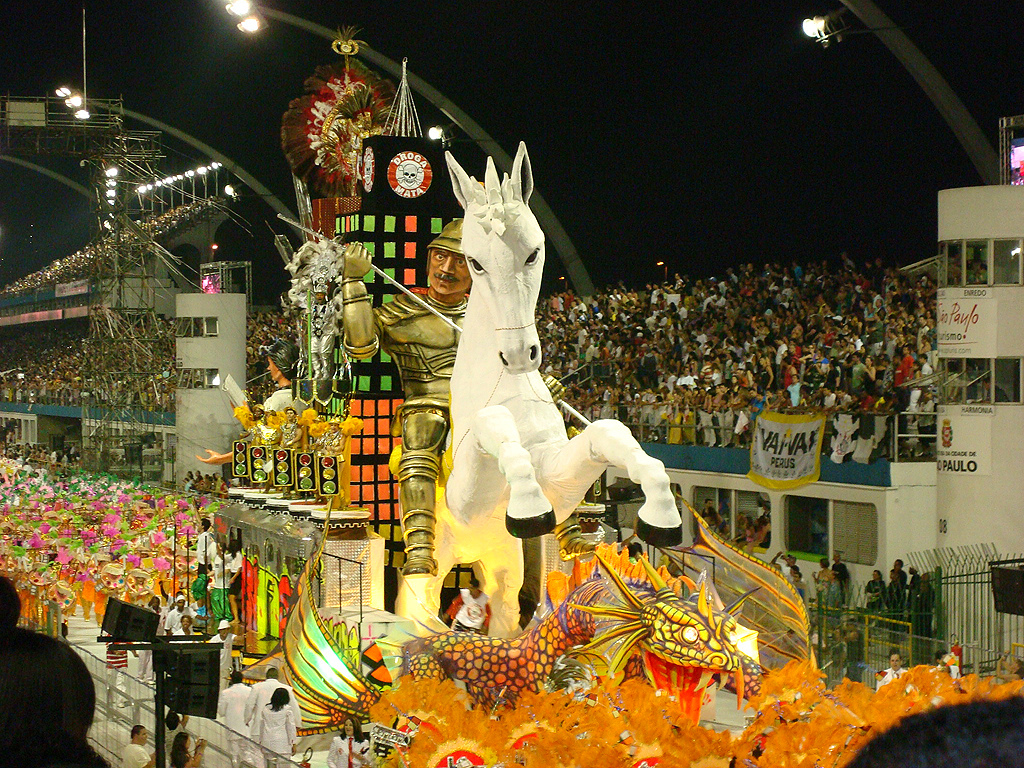
Desfile da Leandro de Itaquera em 2009.

Em 2001, A Leandro de Itaquera contrata o carnavalesco Milton Cunha que faz o Enredo "Os Seis Segredos do Rio Ariaú". O Desfile impressiona por uma Cobra gigante de mais de 180 metros de comprimento.
Em 2004, nas comemorações dos 450 anos da cidade de São Paulo, a escola inovou ao trazer para a avenida duas baterias, sobre o comando de Mestre Adamastor. Os dois grupos revezavam-se ao longo da avenida, com algumas convenções em que ambos se apresentavam ao mesmo tempo. A novidade não foi bem recebida pelos jurados e a escola recebeu notas baixas neste quesito. Com isso, a ideia não tornou a ser repetida nos carnavais posteriores.
Em 2005, a agremiação escolheu o Rotary International como tema de seu carnaval, aproveitando as comemorações mundiais de 100 anos de fundação da entidade internacional. Já em 2006, tornou a abordar o Rio Tietê. No entanto, dessa vez a agremiação causou polêmica ao colocar no último carro alegórico uma alusão ao PSDB, partido ao qual Seu Leandro é filiado. Na alegoria, aparecia um tucano no meio do carro, com as figuras de Mário Covas, de um lado, e Geraldo Alckmin de outro. A crítica ganhou maior repercussão pelo fato de aquele ser ano eleitoral, e Geraldo ter sido o candidato a presidente pelo PSDB, no mesmo ano. Nesse ano, a escola acabou novamente rebaixada.
Em 2007, no desfile em que comemorava e cantava seu jubileu de prata, a Leandro de Itaquera surpreendeu ao público trazendo na comissão de frente o próprio presidente da escola, Seu Leandro. Na coreografia, que contava a história da fundação da escola, o presidente contracenava com a neta, Ariani, que interpretava a tia, Karin.
No ano seguinte, com um enredo falando sobre a Revolta dos Malês, conquistou o vice-campeonato do grupo de acesso, voltando ao Grupo Especial em 2009.
No carnaval de 2009, a escola decidiu homenagear a atriz e comediante Regina Casé, com o enredo: "Leandro de Itaquera faz a festa da periferia. Salve salve, nossa rainha Regina Casé". A atriz participou do desfile, e inclusive do concurso interno de sambas enredos, sendo uma das julgadoras. O desfile, elogiado pela crítica, rendeu a 12ª colocação entre 14 escolas, e a escola manteve-se no Grupo Especial.

### Década de 2010
Em 2010, homenageou suas próprias cores: "Sobre um manto de amor e paz, sou Leandro de Itaquera desfilando o Vermelho e Branco no meu carnaval". Nesse desfile, trouxe uma intérprete ilustre, Sandra de Sá. A escola contou a importância das cores vermelho e branco, retratando o período da era cristã, quando os reis demonstravam poder através da cor vermelho. Mostrou a importância das cores nas religiões africanas e deu destaque aos símbolos do mundo em vermelho e branco. Um destaque polêmico foi o carro abre-alas com o tema Kama-sutra. Mesmo assim  a escola teve muitos problemas durante o seu desfile, no final da apuração ficou em 14º lugar, sendo rebaixada.
De volta ao Grupo de acesso em 2011, a escola contou a história das bebidas, em diversas formas, em seu carnaval, mas a escola fez merchandising, o que é proibido e perdeu dois pontos. Ficando em 5º lugar, permanecendo no mesmo grupo para o carnaval de 2012.
Para 2012 a Leandro trouxe o enredo sobre o Meio Ambiente, contratou o carnavalesco Orlando Júnior, que era carnavalesco da Tradição escola do Rio De Janeiro. Neste ano a Leandro quase conseguiu a vaga para o Grupo Especial ela ficou com 179,3 pontos, empatada com sua co-irmã Tatuapé mas perdendo no critério de desempate fazendo com que a Leandro fica-se mais um ano no Acesso.
Em 2013, veio com um enredo afro O leão guerreiro mostra a sua força! É a garra e a bravura do negro no quilombo da Leandro de Itaquera desfilou com todo seu alto astral e a sua garra como é de costume. Na apuração  se consagrou Vice-campeã, levando nota máxima em quatro dos nove quesitos, Alegoria, Harmonia, Samba Enredo e M.S.P.B, conseguindo a vaga vitoriosamente para o Grupo Especial no ano seguinte.
Para o ano de 2014 a escola da Zona Leste  abriu os desfiles de sexta-feira do grupo especial com um enredo que abordou o futebol e a Copa do Mundo FIFA de 2014, a agremiação apresentou um samba enredo animado que contagiou o Anhembi porém, durante o seu desfile pegou uma forte tempestade de granizo, comprometendo  diversos quesitos como Evolução,  fantasia e bateria o que foi inevitável a sua queda para o grupo de acesso ficado na 14° colocação.
De volta ao Grupo de Acesso para o Carnaval de 2015, a Leandro desta vez voltou com os temas de enredo afros "Invencível" com abordagem no legado deixado por Nelson Mandela, um dos maiores líderes morais e políticos do mundo, pelo segundo ano seguido o enredo foi desenvolvido pelo carnavalesco Marco Aurélio Ruffinn. Com um desfile empolgante era claro que a agremiação brigaria pelo título junto com mais outras quatro co-irmãs, no fim o Leão ficou apenas com a 4° colocação.
Em 2016, a Leandro apresentou o enredo "Rainhas de todos nós, mulheres guerreiras! Ê, Baiana... Com suas bênçãos, a Leandro conta sua história e celebra o centenário do samba". Apesar da garra da comunidade, o desfile foi aquém do que se esperava. Na apuração, a escola chegou a frequentar a zona de rebaixamento, mas acabou terminando em 6° lugar. Nesse desfile a escola tem com interprete o cantor da Imperadores do Samba de Porto Alegre, Vinicius Machado.
Para o carnaval de 2017, a escola anunciou a reedição de "Babalotim - A história dos Afoxés", enredo apresentado no carnaval de 1989, ano em que a agremiação estreou no Grupo Especial. Apesar das dificuldades financeiras vividas pela escola e um desfile com erros em vários quesitos, A Leandro consegue continuar no Grupo de Acesso terminando em 5º lugar. Para 2018 a Leandro trouxe de volta dois nomes importantes sendo o carnavalesco Orlando Júnior e o interprete Juninho Branco. A Escola da Zona Leste apresentou o enredo "A celebração da solidariedade no mundo. Onde há necessidade, há um leão”. Cantou a solidariedade e fez um desfile original porém enfrentou problemas com alegoria e fantasias, na apuração ficou em 6º lugar.
Em 2019 montou uma comissão de carnaval e anunciou o enredo "Ubatuba. O reconto do caboclo sobre a luz do luar", o tema aborda o amor de uma índia por um negro escravo. Dessa paixão, nasce o caboclo Ubatuba, personagem central da história e entidade da Umbanda, da falange de Oxalá.

### Década de 2020
Em 2023, a escola apostou na reedição de um de seus enredos clássicos - "Batuque, a Força da Raiz", apresentado em 1992. No entanto, enfrentou diversos problemas antes e durante o desfile e, após 38 anos, a escola foi rebaixada aos grupos de bairros da UESP, após cravar seu pior resultado em anos, ficando em 12° e último lugar. 
Em 2024 a escola desfilará fora do Sambódromo, no Grupo Especial de Bairros, e anunciou uma nova reedição: "Os Seis Segredos do Rio Ariaú", enredo apresentado no carnaval de 2001.

## Segmentos

### Presidentes
| Nome                                | Mandato           | Ref.  |
| ----------------------------------- | ----------------- | ----- |
| Leandro Alves Martins "Seu Leandro" | 1982 - atualidade | [ 6 ] |

### Intérpretes
| Carnavais     | Intérprete oficial                                     | Referências |
| ------------- | ------------------------------------------------------ | ----------- |
| 1988          | Amaro Nunes                                            |             |
| 1989          | Eliana de Lima                                         |             |
| 1990          | Amaro Nunes                                            |             |
| 1991          | Carlinhos de Pilares                                   |             |
| 1992-1995     | Eliana de Lima                                         |             |
| 1996-1997     | Rubinho Martins                                        |             |
| 1998          | Quinzinho                                              |             |
| 1999-2000     | Eliana de Lima                                         |             |
| 2001          | Rixxah                                                 |             |
| 2002          | Vaguinho, André Ricardo, Xixa, Zé Carlos e Betto Muniz |             |
| 2003-2004     | Vaguinho                                               |             |
| 2005          | Betto Muniz, Zé Carlos e Juninho Branco                |             |
| 2006-2009     | Betto Muniz e Juninho Branco                           |             |
| 2010          | Betto Muniz e Sandra de Sá                             |             |
| 2011          | Juninho Branco e Betto Muniz                           |             |
| 2012-2015     | Juninho Branco                                         |             |
| 2017          | Daniel Collête                                         |             |
| 2018-2020     | Juninho Branco                                         |             |
| 2022          | Toninho Penteado e Hudson Luiz                         | [ 7 ]       |
| 2023-presente | Rodrigo Jacopetti e Tays Calhado                       |             |

### Diretores
| Período   | Diretor de Carnaval     | Diretor geral de harmonia    | Mestre de bateria | Ref.  |
| --------- | ----------------------- | ---------------------------- | ----------------- | ----- |
| 2014      | Fran Palazzi e Gemilson | Fran Palazzi e Gemilson      | Pelé              |       |
| 2015-2016 |                         |                              | Pelé              | [ 6 ] |
| 2017      | Comissão Técnica        | Comissão Técnica             | Pelé              |       |
| 2019-     | Fábio Flisch            | Pica Pau, Maurício e Jenifer | Pelé              |       |

### Coreógrafos
| Período   | Nome                               | Ref.        |
| --------- | ---------------------------------- | ----------- |
| 2013-2015 | Kelson Barros Wangles              | [ 6 ] [ 8 ] |
| 2016      | Priscila Oliver                    |             |
| 2017      | Luana Polleti e Welvis Bittencourt |             |
| 2019-     | Zanza Santos                       |             |

### Casal de Mestre-sala e Porta-bandeira
| Período   | Nome                            | Ref.        |
| --------- | ------------------------------- | ----------- |
| 2013-2014 | Murilo Felix e Karin Darling    | [ 9 ] [ 9 ] |
| 2015-2016 | Paulinho Guedes e Karin Darling | [ 10 ]      |
| 2017      | Diego Motta e Sara Araujo       |             |
| 2018-     | José Luiz e Juliana Souza       |             |
| 2019      | José Luiz e Juliana Souza       |             |
| 2020      | José Luiz e Juliana Souza       |             |
| 2021      | José Luiz e Juliana Souza       |             |

### Corte de Bateria
| Período       | Rainha        | Madrinha            | Ref           |
| ------------- | ------------- | ------------------- | ------------- |
| 1999 – 2004   |               | Taís Araújo         | [ 11 ]        |
| 2005          |               | Ludmila Dayer       | [ 3 ]         |
| 2006 – 2007   |               | Valéria Valenssa    | [ 12 ]        |
| 2008          |               | Sabrina Boing Boing | [ 13 ]        |
| 2009 – 2011   | Vivi Brilho   | Íris Stefanelli     | [ 14 ]        |
| 2012          | Vivi Brilho   | Lívia Andrade       | [ 15 ]        |
| 2013          | Vivi Brilho   | Diana Caicedo       | [ 16 ]        |
| 2014          | Vivi Brilho   | Andressa Urach      | [ 17 ]        |
| 2015          | Vivi Brilho   |                     | [ 6 ]         |
| 2016          | Vivi Brilho   | Gladys Altafini     |               |
| 2017          | Vivi Brilho   | Juliana Sabbatine   | [ 18 ] [ 19 ] |
| 2018          | Kaluana Luene | Liane Ruiz          | [ 20 ]        |
| 2019-presente | Kaluana Luene |                     |               |

## Carnavais
| Carnavais da Leandro De Itaquera | Carnavais da Leandro De Itaquera                                                                                       | Carnavais da Leandro De Itaquera                                                                                       | Carnavais da Leandro De Itaquera | Carnavais da Leandro De Itaquera                                                                                       | Carnavais da Leandro De Itaquera |
| Ano                              | Colocação | Grupo | Enredo | Carnavalesco | Ref.                             |
| 1983                             | Campeã | Vaga Aberta (quarta divisão)                                                                                           | Noite Tão Bela "João do Tamborim" | Lagrila e Neff Caldas                                                                                                  |                                  |
| 1984                             | Campeã | 2-UESP | A Grande Ilusão do Carnaval | Lagrila e Neff Caldas                                                                                                  |                                  |
| 1985                             | Campeã | 1-UESP | O Futuro a Deus Pertence | Augusto Henrique |                                  |
| -------------------------------- | --- | --- | --- | --- | -------------------------------- |
| 1986                             | 6º lugar | Acesso | Magia de um Carnaval - "Eu Sou o Samba" | Waldemar da Silva Cordeiro                                                                                             |                                  |
| 1987                             | 4º lugar | Acesso | O Nosso Samba Está no Ar | Waldemar da Silva Cordeiro                                                                                             |                                  |
| 1988                             | Campeã | Acesso | Elo da Paz "o Arco-Íris do Oxumarê" - Festa na Senzala | Pedro Luiz Pinotti |                                  |
| 1989                             | 7º lugar | Especial | Babalotim - a História dos Afoxés Compositores: Thiago Lee, Grupo Relíquia, Sandrinha e Clarice. | Pedro Luiz Pinotti |                                  |
| 1990                             | 5º lugar | Especial | Itaquera, Pedra Dura "Símbolo de um Povo" | Pedro Luiz Pinotti |                                  |
| 1991                             | 4º lugar | Especial | Querem Acabar Comigo | Pedro Luiz Pinotti |                                  |
| 1992                             | 7º lugar | Especial | Batuque, a Força de Uma Raça | Pedro Luiz Pinotti |                                  |
| 1993                             | 8º lugar | Especial | Carnaval - Alegria do Povo | Renato Cabral |                                  |
| 1994                             | 5º lugar | Especial | Tietê - um Rio de Verdade | Marco Aurélio Ruffinn                                                                                                  |                                  |
| 1995                             | 9º lugar | Especial | Felicidade | Marco Aurélio Ruffinn                                                                                                  |                                  |
| 1996                             | Campeã | Acesso | 300 Anos de Zumbi, a Festa é Nossa | Marco Aurélio Ruffinn                                                                                                  |                                  |
| 1997                             | 7º lugar | Especial | Doçura da Terra Brasil | Marco Aurélio Ruffinn                                                                                                  |                                  |
| 1998                             | 8º lugar | Especial | França Brasil, Unidos Pela Sedução | Marco Aurélio Ruffinn                                                                                                  |                                  |
| 1999                             | 5º lugar | Especial | Educação um Salto para a Liberdade "Por Paulo Freire" | Marco Aurélio Ruffinn                                                                                                  |                                  |
| 2000                             | 8º lugar | Especial | Vale Ouro, Meu Brasil, Minha Terra, Meu Tesouro | Marco Aurélio Ruffinn                                                                                                  |                                  |
| 2001                             | 8º lugar | Especial | Os Seis Segredos do Rio Ariaú Compositores:Xixa, Jailson e Júnior de Guararema | Milton Cunha, Jerônimo Guimarães e Werner Botelho                                                                      |                                  |
| 2002                             | 6º lugar | Especial | Mário Covas - São Paulo - Brasil Meu Orgulho, Meu Amor | Anderson Paulino |                                  |
| 2003                             | 6º lugar | Especial | O que é, o que é? Qualidade de vida: direito do povo - Sistema "S" Compositores:André Muniz, Du Bebeto, Pecê Ribeiro, Jurandir, Diane e Bombril. | Anderson Paulino |                                  |
| 2004                             | 12º lugar | Especial | São Paulo, 450 Anos. No Palco da Cultura que Artista Sou Eu? | Anderson Paulino |                                  |
| 2005                             | 8º lugar | Especial | Rotary - Dar de si antes de pensar em si, o carnaval das emoções | Anderson Paulino |                                  |
| 2006                             | 13º lugar | Especial | A Nova Passarágua do samba orgulhosamente apresenta Festas e tradições paulistas sobre as águas de um Novo Tietê | Anderson Paulino |                                  |
| 2007                             | 3º lugar | Acesso | Sou Leandro, Sou Feliz, Sou Batuque, Minha Força é Minha Raiz, 25 Anos, Minha História Uma Locomotiva de Emoções | Hernani Siqueira |                                  |
| 2008                             | Vice-campeã | Acesso | Afro Bahia - da Revolta dos Malês ao esplendor de um novo dia - a Roma Negra invade Itaquera neste dia de alegria | Anderson Paulino, Babú Energia, Mauro Xuxa                                                                             |                                  |
| 2009                             | 12º lugar | Especial | Leandro de Itaquera faz a festa das periferias do Brasil para o Mundo. Salve salve, nossa estrela Regina Casé Compositores:Xixxa, Juba, Didi Poeta, André, Vagner, Gomes, Gêmeos e Silveira | Anderson Paulino, Babú Energia, Mauro Xuxa                                                                             |                                  |
| 2010                             | 14º lugar | Especial | Sob Um Manto de Amor e Paz, Sou Leandro de Itaquera Desfilando o Vermelho e Branco no Meu Carnaval Compositores:Jorginho, Carioca da Leandro, Sanches TK, Maracá, Ney Pinheiro Luisão, Medonha Z/L, Xixa, Terra, André, Jairo Limozini, Didi Poeta Nel Costa, Juba, Xandinho, Diego Miguel, Zé Carlos, Marquinho JB | Anderson Paulino, Babú Energia, Mauro Xuxa                                                                             |                                  |
| 2011                             | 5º lugar | Acesso | De fonte essencial da vida ao testamento líquido da ilusão,um brinde ao meu samba e beba com moderação | Anderson Paulino e Agnaldo Parintins                                                                                   |                                  |
| 2012                             | 3º lugar | Acesso | Meio Ambiente - Um Caminho de Solidariedade e Sustentabilidade Compositores: André, Didi Poeta, Fernando Sales, Jairo Limozine, Kleber, Rodolfo Minuetto, Rodrigo Minuetto e Vitor. | Orlando Júnior |                                  |
| 2013                             | Vice-campeã | Acesso | O leão guerreiro mostra a sua força! É a garra e a bravura do negro no quilombo da Leandro de Itaquera Compositores: André Ricardo, Didi Poeta, Vitor Gabriel, Rodrigo Minuetto, Rodolfo Minuetto, Victor Muniz e Kleber.                                                                                           | Rodrigo Cadete |                                  |
| 2014                             | 14º lugar | Especial | Ginga Brasil, Futebol é Raça. Em 2014 a Copa do Mundo começa aqui Compositores: André Ricardo, Beto Varandas, DDI Poeta, Rodolfo Minuetto, Vitor Gabriel e Medonha da Leste. | Marco Aurélio Ruffinn                                                                                                  |                                  |
| 2015                             | 4º lugar | Acesso | Invencível Compositores: Rogério, Jorge Balau, Musa, Gilson Negão, Mauro Gordo, Landinho, Moacir e Silvio Velha Guarda. | Marco Aurélio Ruffinn                                                                                                  | [ 21 ] [ 22 ] [ 23 ]             |
| 2016                             | 6º lugar | Acesso | Rainhas de todos nós, mulheres guerreiras! Ê, Baiana... Com suas bênçãos, a Leandro conta sua história e celebra o centenário do samba Compositores: Juninho Branco, Camillo, Didi Porta Sukatinha, Acioli, André Valencio, Diley Filosofia, Tubino e Meiners.                                                      | Rodrigo Cadete | [ 24 ]                           |
| 2017                             | 5º lugar | Acesso | Babalotim - A história dos Afoxés Compositores: Thiago Lee, Grupo Relíquia, Sandrinha e Clarice. (Reedição do carnaval de 1989) | Rodrigo Cadete | [ 25 ] [ 26 ]                    |
| 2018                             | 6º lugar | Acesso | A celebração da solidariedade no mundo. Onde há necessidade, há um leão Compositores:Rogerio Papa, André Ricardo, Paulinho da Leandro, Elias Aracati, Moacir Oliveira, Musa, Silvio Branco, Inanildo Velha Guarda, Mauro Lúcio Silva, Guilherme Napoleão, Luciane Albuquerque                                       | Orlando Júnior | [ 27 ]                           |
| 2019                             | 7º lugar | Acesso | Ubatuba. O reconto do caboclo sob a luz do luar Compositores: Morganti, Tubino, Sukata, André Filosofia, Jairo, André Valêncio, Evandro Malandro, Wilson Bizzar, Robson Cezar e Meiners. | Fabio Flish, Augusto Oliveira, Paulão Denildo, Gemilson Durval, Dinei Guilherme Estevão, Leomax Castro                 | [ 28 ]                           |
| 2020                             | 6º lugar | Acesso | Das Savanas Africanas às Savanas de Itaquera… Sou África! O Berço do Mundo. Leões de uma força abençoada Compositores: Edmilson Silva, Renato Ícaro, Daniel Ferrugem, Marcelo Cruz, Xuxu do Cavaco, Sergio Carmo e Di Andrade                                                                                       | Amarildo de Mello | [ 29 ]                           |
| 2021                             | Inicialmente adiados para o mês de julho, os desfiles do Carnaval 2021 foram cancelados devido a pandemia de Covid-19. | Inicialmente adiados para o mês de julho, os desfiles do Carnaval 2021 foram cancelados devido a pandemia de Covid-19. | Inicialmente adiados para o mês de julho, os desfiles do Carnaval 2021 foram cancelados devido a pandemia de Covid-19. | Inicialmente adiados para o mês de julho, os desfiles do Carnaval 2021 foram cancelados devido a pandemia de Covid-19. | [ 30 ]                           |
| 2022                             | 8º lugar | Acesso | No ecoar dos tambores e no feitiço da Leandro – De Daomé as terras da encantaria – O cortejo da rainha Jeje e os segredos de Xelegbtá Compositores: Marcelo Adnet, Medonha, André Ricardo, Juninho Branco, Jacopetti, Douglas Chocolate, André Filosofia, Luiz Pião, Beto Colorado e Nando do Cavaco                | Amarildo de Mello | [ 31 ]                           |
| 2023                             | 12º lugar | Acesso 2 | Batuque, a Força da Raiz Compositores: Tião Oliveira, Amauro Nunes, Waldemir, Leo e Hugo Bispo. (Reedição do carnaval de 1992) | Augusto Oliveira | [ 32 ]                           |
| 2024                             | 6º lugar | Especial de Bairros | Os Seis Segredos do Rio Ariaú Compositores: Xixa, Jaílson e Júnior de Guararema. (Reedição do carnaval de 2001) | Hernane Siqueira | [ 33 ]                           |
| 2025                             | 8° Lugar | Especial de Bairros | Itoju! Um Grito de Alerta pelo Meio Ambiente! Compositores: Cosme Araujo, João Vidal, Thiago Tarlher, Claudio Vagareza, Edgar Mendes e Sid Miranda. | Fabio GiamPietro, Ronaldo, Rodolfo                                                                                     |                                  |
| 2026                             | | Especial de Bairros | Uma Jornada de Glórias e Conquistas | |                                  |

## Títulos
| Títulos Leandro de Itaquera | Títulos Leandro de Itaquera | Títulos Leandro de Itaquera | Títulos Leandro de Itaquera |
|                             | Divisão                     | Total                       | Ano                         |
| --------------------------- | --------------------------- | --------------------------- | --------------------------- |
|                             | Grupo de Acesso             | 2                           | 1988 e 1996                 |
|                             | Grupo 1-UESP                | 1                           | 1985                        |
|                             | Grupo 2-UESP                | 1                           | 1984                        |
| São Paulo                   | Grupo de Seleção            | 1                           | 1983                        |